# Teufelsburg (Schweiz)
Die Teufelsburg war eine hochmittelalterliche Mottenburg im Rütiwald auf dem Gebiet der Gemeinde Rüti bei Büren im Kanton Bern in der Schweiz. Von der Anlage sind noch Gräben und Wälle erhalten. Sie war vermutlich ein früherer Sitz der Grafen von Buchegg und kam 1391 als Burgstall durch Kauf an die Stadt Solothurn. Der Name der Burg könnte auf Theobald oder Diebold/Tiebold zurückgehen, wobei mit diesen Vornamen keine bekannten historischen Personen des 10. oder 11. Jahrhunderts verknüpft werden können.

## Lage und Anlage
Die Erdburg befindet sich im Rütiwald an einer nach Süden ausgerichteten Hangkante auf der rechten Seite des Leibachs, der weiter östlich im Rütiwald entspringt und westlich der Burgstelle in den Rütibach mündet. In Luftlinie ist der heutige Lauf der Aare etwas mehr als zwei Kilometer entfernt. Die Besiedlung in der Gegend geht auf vorrömische Zeit zurück. Entlang der Aare durch den Ort Rüti bei Büren legten die Römer die Hauptstrasse durch das Schweizer Mittelland vom Vicus Petinesca (Studen) nach Solothurn an.

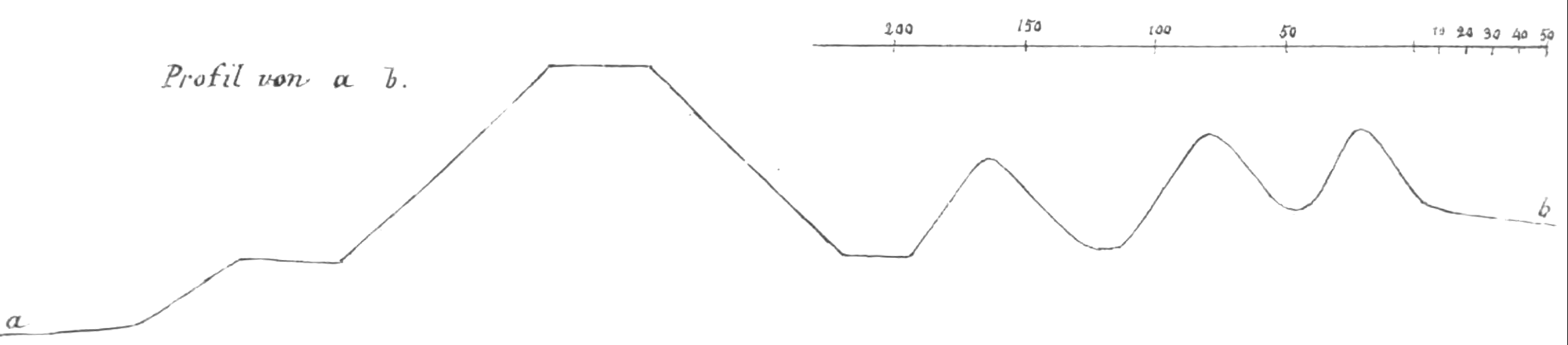
Teufelsburg, Schnitt durch die Erdwerke.

Die Anlage ist von sieben Wällen umgeben, die drei bis fünf Meter hoch sind. Der Burghügel weist eine Höhe von 15 Metern auf und ist oben eingeebnet. Die so entstandene kreisrunde Fläche misst 13 Meter im Durchmesser. Zusammen mit dem Erdwerk misst die Anlage 150 Meter im Durchmesser. Auf dem Burghügel, der Motte, wird eine Holzburg gestanden haben, wie sie beispielsweise auf dem Teppich von Bayeux aus der zweiten Hälfte des 11. Jahrhunderts mehrfach abgebildet ist. Die Wälle waren wohl zusätzlich mit Palisaden verstärkt.

## Geschichte
Die Teufelsburg kam 1391 als Burgstall an die Stadt Solothurn, war also zu der Zeit bereits Ruine. Verkäuferin war Elisabeth (III.) von Buchegg (erw. 1365–1410/1418), Tochter von Burkhard II. Senn von Münsingen, Freiherr von Buchegg (erw. 1337–1365) und von Gräfin Agnes von Baden-Hachberg († um 1405). Im Burgdorferkrieg 1383/1384 wurde ihre Burg Buchegg, Stammsitz ihrer Vorfahren, von den Grafen von Neu-Kyburg verbrannt. Ihr Ehemann Henmann von Bechburg (erw. ab 1371) fiel am 9. Juli 1386 in der Schlacht bei Sempach. Die verwitwete Elisabeth verlegte ihren Wohnsitz nach Solothurn, und so verkaufte sie 1391 dieser Stadt das Erbe ihres Vaters: die Herrschaft Bucheggberg mit dem Burgstall Buchegg, die Herrschaft Balmegg (Balm bei Messen) sowie den Burgstall der Teufelsburg.